# Gialaia
Gialaia is een geslacht van rechtvleugeligen uit de familie krekels (Gryllidae). De wetenschappelijke naam van dit geslacht is voor het eerst geldig gepubliceerd in 1994 door Gorochov.

## Soorten
Het geslacht Gialaia omvat de volgende soorten:
- Gialaia calva Gorochov, 2001
- Gialaia dichroa Gorochov, 2001
- Gialaia monochroa Gorochov, 2001
- Gialaia africana Gorochov & Kostia, 1999
- Gialaia khaoyai Gorochov, 2001
- Gialaia koncharangi Gorochov, 2001
- Gialaia microptera Gorochov, 1994
- Gialaia nhatrangi Gorochov, 2001
- Gialaia ottei Gorochov, 1994
- Gialaia tamdao Gorochov, 2001
- Gialaia thai Gorochov, 2001